# Elezioni generali in Namibia del 2014
Le elezioni generali in Namibia del 2014 si tennero il 28 novembre per l'elezione della Presidenza e dei membri del Parlamento.

## Risultati

### Elezioni presidenziali
| Candidati           | Partiti                                           | Voti    | %     |
| ------------------- | ------------------------------------------------- | ------- | ----- |
| Hage Geingob        | Organizzazione Popolare dell'Africa del Sud-Ovest | 772 528 | 86,73 |
| McHenry Venaani     | Alleanza Democratica di Turnhalle                 | 44 271  | 4,97  |
| Hidipo Hamutenya    | Raggruppamento per la Democrazia e il Progresso   | 30 197  | 3,39  |
| Asser Mbai          | Organizzazione Democratica di Unità Nazionale     | 16 740  | 1,88  |
| Henry Mudge         | Partito Repubblicano                              | 8 676   | 0,97  |
| Ignatius Shixwameni | Partito di Tutto il Popolo                        | 7 266   | 0,82  |
| Usutuaije Maamberua | Unione Nazionale dell'Africa del Sud-Ovest        | 5 028   | 0,56  |
| Benjamin Ulenga     | Congresso dei Democratici                         | 3 518   | 0,39  |
| Jan Mukwilongo      | Namibian Economic Freedom Fighters                | 2 514   | 0,28  |
| Totale              | Totale                                            | 890 738 | 100   |

### Elezioni parlamentari
| Liste                                                     | Voti    | %     | Seggi |
| --------------------------------------------------------- | ------- | ----- | ----- |
| Organizzazione Popolare dell'Africa del Sud-Ovest (SWAPO) | 715 026 | 80,01 | 77    |
| Alleanza Democratica di Turnhalle (DTA)                   | 42 933  | 4,80  | 5     |
| Raggruppamento per la Democrazia e il Progresso (RDP)     | 31 372  | 3,51  | 3     |
| Partito di Tutto il Popolo (APP)                          | 20 431  | 2,29  | 2     |
| Fronte Democratico Unito (UDF)                            | 18 945  | 2,12  | 2     |
| Organizzazione Democratica di Unità Nazionale (NUDO)      | 17 941  | 2,01  | 2     |
| Partito Rivoluzionario dei Lavoratori (WRP)               | 13 328  | 1,49  | 2     |
| Unione Nazionale dell'Africa del Sud-Ovest (SWANU)        | 6 354   | 0,71  | 1     |
| Movimento del Popolo Unito (UPM)                          | 6 353   | 0,71  | 1     |
| Partito Repubblicano (RP)                                 | 6 099   | 0,68  | 1     |
| Congresso dei Democratici (COD)                           | 3 402   | 0,38  | –     |
| Namibian Economic Freedom Fighters (NEFF)                 | 3 259   | 0,36  | –     |
| Gruppo d'Azione di Controllo (MAG)                        | 3 073   | 0,34  | –     |
| Voce Democratica Cristiana (CDV)                          | 2 606   | 0,29  | –     |
| Partito Democratico Nazionale (NDP)                       | 1 389   | 0,16  | –     |
| Partito Democratico di Namibia (DPN)                      | 1 132   | 0,13  | –     |
| Totale                                                    | 893 643 | 100   | 96    |